# Viola Bauer
Viola Bauer (Annaberg-Buchholz, 13 december 1976) is een voormalig langlaufster uit Duitsland. Ze vertegenwoordigde haar vaderland op de Olympische Winterspelen 2002 in Salt Lake City en de Olympische Winterspelen 2006 in Turijn. 
Bauer is getrouwd met de Griekse langlaufer Lefteris Fafalis.

## Resultaten

### Olympische Winterspelen
| Jaar | Plaats         | Resultaten                                                         | Stijl                                               |
| ---- | -------------- | ------------------------------------------------------------------ | --------------------------------------------------- |
| 2002 | Salt Lake City | 10e 10 km · 6e 30 km · 2 x 5 km achtervolging · 4 x 5 km estafette | Klassiek Klassiek Klassiek en vrij Klassiek en vrij |
| 2006 | Turijn         | 10e 10 km · 4 x 5 km estafette · 5e 6 x 1,2 km team sprint         | Klassiek Klassiek en vrij Klassiek                  |

### Wereldkampioenschappen
| Jaar | Plaats        | Resultaten                                                                                      | Stijl                                                    |
| ---- | ------------- | ----------------------------------------------------------------------------------------------- | -------------------------------------------------------- |
| 1999 | Ramsau        | 29e 5 km 24e 5 + 10 km achtervolging                                                            | Klassiek Klassiek en vrij                                |
| 2001 | Lahti         | 13e 10 km 13e 15 km 18e 2 x 5 km achtervolging                                                  | Klassiek Klassiek Klassiek en vrij                       |
| 2003 | Val di Fiemme | DNS 15 km · 18e 2 x 5 km achtervolging · 4 x 5 km estafette                                     | Klassiek Klassiek en vrij Klassiek en vrij               |
| 2005 | Oberstdorf    | 6e Sprint 11e 30 km 13e 2 x 7,5 km achtervolging 4e 6 x 0,9 km teamsprint 4e 4 x 5 km estafette | Klassiek Klassiek Klassiek en vrij Vrij Klassiek en vrij |
| 2007 | Sapporo       | 16e Sprint · 23e 30 km · 21e 2 x 7,5 km achtervolging · 4 x 5 km estafette                      | Klassiek Klassiek Klassiek en vrij Klassiek en vrij      |

### Wereldbeker
Eindklasseringen
| Seizoen   | Algemeen          | Sprint            | Afstand           |
| --------- | ----------------- | ----------------- | ----------------- |
| 1998/1999 | 66e 9,00 punten   | 45e 29,00 punten  | -                 |
| 1999/2000 | 55e 28,00 punten  | 36e 28,00 punten  |                   |
| 2000/2001 | 35e 103,00 punten | 38e 35,00 punten  |                   |
| 2001/2002 | 21e 218,00 punten | 15e 120,00 punten |                   |
| 2002/2003 | 20e 224,00 punten | 34e 56,00 punten  |                   |
| 2003/2004 | 43e 105,00 punten | 37e 39,00 punten  | 36e 66,00 punten  |
| 2004/2005 | 32e 133,00 punten | 29e 51,00 punten  | 28e 82,00 punten  |
| 2005/2006 | 18e 324,00 punten | 25e 83,00 punten  | 14e 241,00 punten |
| 2006/2007 | 16e 333,00 punten | 26e 79,00 punten  | 18e 150,00 punten |

| - | Dit seizoen niet deelgenomen aan dit onderdeel. |
|   | Onderdeel werd dit seizoen niet gehouden.       |

Wereldbekerzeges
| Datum            | Plaats     | Onderdeel             | Stijl            |
| ---------------- | ---------- | --------------------- | ---------------- |
| 19 januari 2003  | Nové Město | 4 x 5 km estafette    | Klassiek en vrij |
| 23 maart 2003    | Falun      | 4 x 5 km estafette    | Klassiek en vrij |
| 23 januari 2005  | Pragelato  | 6 x 1,2 km teamsprint | Klassiek         |
| 17 december 2006 | La Clusaz  | 4 x 5 km estafette    | Klassiek en vrij |
| 25 maart 2007    | Falun      | 4 x 5 km estafette    | Klassiek en vrij |

### Continentale beker
Continentale bekerzeges
| Datum            | Plaats        | Onderdeel | Stijl    |
| ---------------- | ------------- | --------- | -------- |
| 4 januari 1999   | Furtwangen    | 5 km      | Klassiek |
| 5 januari 2000   | Furtwangen    | 5 km      | Klassiek |
| 12 februari 2000 | Rumford       | 5 km      | Klassiek |
| 13 februari 2000 | Rumford       | 10 km     | Vrij     |
| 27 februari 2000 | Monte Bondone | 10 km     | Klassiek |